# Épisodes de The River
Cet article présente les épisodes du feuilleton télévisé The River.

## Distribution
- Bruce Greenwood (V. F. : Bernard Lanneau) : Dr Emmet Cole
- Joe Anderson (V. F. : Adrien Antoine) : Lincoln Cole
- Leslie Hope (V. F. : Véronique Augereau) : Tess Cole
- Eloise Mumford (V. F. : Noémie Orphelin) : Lena Landry
- Paul Blackthorne (V. F. : Arnaud Arbessier) : Clark Quietly
- Thomas Kretschmann (V. F. : Julien Kramer) : Cpt. Kurt Brynildson
- Daniel Zacapa (en) (V. F. : Diego Asensio) : Emilio Valenzuela
- Shaun Parkes (V. F. : Jean-Baptiste Anoumon) : Antonio Jude « A.J. » Poulain
- Paulina Gaitán (V. F. : Alexandra Garijo) : Jahel Valenzuela

## Épisodes

### Épisode 1:En territoire inconnu
- États-Unis /  Canada : 7 février 2012 sur ABC / CTV
- France : 22 avril 2013 sur MCM

- États-Unis : 7,59 millions de téléspectateurs[1]
- Canada : 1,27 million de téléspectateurs[2]

- Jeff Galfer (Sammy Kirsch)

### Épisode 2:Partez d'ici!
- États-Unis /  Canada : 7 février 2012 sur ABC / CTV
- France : 22 avril 2013 sur MCM

- États-Unis : 7,59 millions de téléspectateurs[1]
- Canada : 1,27 million de téléspectateurs[2]

- Corben Turner (Lincoln (8 ans))

### Épisode 3:Malédiction
- États-Unis /  Canada : 14 février 2012 sur ABC / CTV

- États-Unis : 4,96 millions de téléspectateurs[3]
- Canada : 803 000 téléspectateurs[4]

### Épisode 4:Le Pendu
- États-Unis /  Canada : 21 février 2012 sur ABC / CTV

- États-Unis : 4,8 millions de téléspectateurs[5]
- Canada : 684 000 téléspectateurs[6]

### Épisode 5:Le Vaisseau fantôme
- États-Unis : 28 février 2012 sur ABC
- Canada : non-diffusé sur CTV

- États-Unis : 4,04 millions de téléspectateurs[7]

- Lee Tergesen (Russ Landry)
- Scott Michael Foster (Jonas Beckett)
- Don McManus (Patrick)
- Karen LeBlanc (Annabelle)
- Walter Pérez (Soup)

### Épisode 6:Les Chutes de Sahte
- États-Unis /  Canada : 6 mars 2012 sur ABC / CTV

- États-Unis : 4,21 millions de téléspectateurs[8]
- Canada : 637 000 téléspectateurs[9]

- Lee Tergesen (Russ Landry)
- Scott Michael Foster (Jonas Beckett)
- Jose Pablo Cantillo (Manny Centeno)
- Katie Featherston (Rosetta "Rabbit" Fischer)

### Épisode 7:Expérience interdite
- États-Unis /  Canada : 13 mars 2012 sur ABC / CTV

- États-Unis : 4,09 millions de téléspectateurs[10]
- Canada : 738 000 téléspectateurs[11]

- Scott Michael Foster (Jonas Beckett)
- Katie Featherston (Rosetta "Rabbit" Fischer)
- Jeff Galfer (Sammy Kirsch)
- Lili Bordan (Hana)

### Épisode 8:La Berceuse
- États-Unis /  Canada : 20 mars 2012 sur ABC / CTV

- États-Unis : 3,99 millions de téléspectateurs[12]
- Canada : 728 000 téléspectateurs[13]

- Scott Michael Foster (Jonas Beckett)